# Slate
Slate («ardesia» in italiano) è una rivista in rete statunitense di lingua inglese di stampo liberale lanciata nel 1996 dall'ex direttore della New Republic Michael Kinsley; tratta argomenti di attualità e cultura generale.

## Storia
Inizialmente sotto la proprietà di Microsoft come parte di MSN, il 21 dicembre 2004 è stata acquisita dalla Washington Post Company. Dal 4 giugno 2008 Slate è stata gestita dal Gruppo Slate, gruppo editoriale creato dalla Washington Post Company per sviluppare e gestire solo riviste in rete.
Una versione francese (slate.fr) è stata lanciata nel Febbraio 2009 da un gruppo di quattro giornalisti, incluso Jean-Marie Colombani, Eric Leser e l'economista Jacques Attali. Tra questi, i fondatori detengono il 50% della società, mentre il Gruppo Slate ne detiene il 15%.
Da giugno 2008, David Plotz lavora come direttore di Slate. Era stato il vicedirettore di Jacob Weisberg, direttore di Slate dal 2002 fino alla sua designazione come Presidente e Caporedattore del Gruppo Slate. John Alderman della Washington Post Company è l'editore di Slate. Slate (ISSN 1091-2339) che viene aggiornato quotidianamente, copre notizie di politica, arte, cultura, sport e cronaca. La rivista è conosciuta (e talvolta criticata) per l'adozione di posizioni di controtendenza. È mantenuto dalla pubblicità ed è disponibile da leggere gratuitamente dal 1999.